# 노치 디자인

노치 디자인을 대중적으로 퍼뜨린 아이폰 X. 노치에 Face ID를 위한 TrueDepth 센서와 카메라, 스피커 등이 자리잡고 있다.

노치 디자인(영어: Notch design) 또는 펀치홀 디스플레이(영어: Punch hole display)는 스마트폰의 화면을 최대한 활용하기 위한 디자인 기법으로, 상단부에 카메라, 스피커 및 센서 등을 몰아 넣어 화면의 일부가 파여있는 형태를 말한다. 아이폰 X부터 대중적으로 사용되었으며, 삼성전자에서는 인피니티 디스플레이라고 부른다.

## 형태

### 노치컷
베젤이 중간에 돌출된 형태로 상단 베젤과 합쳐져 휴대폰 상단부가 알파벳 M자처럼 보인다. 일반적으로 노치 디자인은 이 형태를 말한다.
대표적으로 아이폰 X, 아이폰 XS, 아이폰 XR, 아이폰 11, 아이폰 11 프로, 아이폰 12, 아이폰 12 프로, 아이폰 13, 아이폰 13 프로, 아이폰 14에 적용되어 있다.

### 티어드롭
베젤에 카메라만 돌출된 형태로 베젤 부분에서 물방울이 떨어지는(눈물이 떨어지는) 모습처럼 보인다. 센서나 수화부를 상단 베젤 혹은 디스플레이 아래에 숨겨야 해서 노치컷 보다 진보된 방식의 기술로 취급된다.
삼성전자에서는 형태에 따라 인피니티-U 디스플레이, 인피니티-V 디스플레이 라고 부른다.

### 펀치홀
상단 베젤과 이어지지 않고 디스플레이 중간에 구멍이 뚫린 것처럼 보이는 형태로 디스플레이 중간에 구멍을 내야해서 노치컷보다 진보된 기술로 취급된다.
삼성전자에서는 인피니티-O 디스플레이 라고 부른다.
대표적으로 갤럭시 S10, 갤럭시 S20, 갤럭시 S21, 갤럭시 S22, 갤럭시 S23, 갤럭시 노트10, 갤럭시 노트 20에 적용되어 있다.

## 개량 버전
노치 디자인의 단점을 보완하거나 노치 디자인에 사용되는 기술을 활용한 경우이다.

### 언더 디스플레이 카메라

언더 디스플레이 카메라가 적용된 삼성 갤럭시 Z 폴드 3

언더 디스플레이 카메라(Under Display Camera; UDC)는 전면 카메라 위에 빛이 통과하는 얇은 디스플레이를 덮어 카메라가 안 보이게 하는 기술이다. 펀치홀 디자인 위에 적용한다. (삼성 갤럭시 Z 폴드 3 등)
대표적으로 갤럭시 Z 폴드 3, 갤럭시 Z 폴드 4에 적용되어 있다.

### 다이나믹 아일랜드
아이폰 14 프로와 함께 공개된 노치 디자인의 개량 버전으로 베젤의 일부가 아닌 디스플레이의 일부처럼 상호작용이 가능하다.
대표적으로 아이폰 14 프로, 아이폰 14 프로맥스에 적용되어 있다.